# Yaa Asantewaa
Yaa Asantewaa (c.1830– 17 de octubre de 1921) Fue nombrada reina madre de Ejisu en el Imperio Ashanti, ahora parte de Ghana. Su hermano Nana Akwasi Afrane Okpese, fue nombrado el Ejisuhene—o gobernante de Ejisu. En 1900,  dirigió la rebelión Ashanti conocida como la Guerra del Taburete Dorado, también conocida como la guerra de Yaa Asantewaa contra el colonialismo británico. Su hermano murió en 1900. El gobernador reclamó el Taburete Dorado y ningún hombre se quiso oponer. Entonces Yaa Asantewaa dijo: "Si vosotros los hombres  rehusáis defendernos, entonces, nosotras, las mujeres, lo haremos".

## Antecedentes
Durante el reinado de su hermano, Yaa Asantewaa vio como el Imperio Ashanti pasaba por una serie de acontecimientos que amenazaban su futuro, incluyendo la guerra civil de 1883 a 1888. Cuándo su hermano murió en 1894, Yaa Asantewaa usó su poder como Reina madre para nombrar a su nieto para la corona como Ejisuhene. Cuando el gobierno británico lo exilió en las Seychelles en 1896, junto con el Rey de Asante Prempeh I y otros miembros del gobierno, Yaa Asantewaa se convirtió en regente del distrito Ejisu-Juaben. Después de la deportación de Prempeh I , Frederick Hodgson, el gobernador general británico de la Costa de Oro, reclamó el taburete dorado, el símbolo de la nación Asante. Esta petición ocasionó una reunión secreta de los miembros restantes del gobierno Asante en Kumasi, para asegurar el regreso de su rey. Había un desacuerdo entre los presentes sobre como garantizar esta seguridad. Yaa Asantewaa, que estaba presente en esta reunión, les dirigió estas famosas palabras:
"Ahora, soy consciente de que algunos de ustedes temen luchar por su rey. Si fueran los días de valientes como Osei Tutú, Okomfo Anokye, y Opoku Ware I, los jefes no se sentarían a ver su como su rey es llevado lejos sin ni siquiera disparar un disparo. Ningún europeo se habría atrevido a hablar a los jefes de Asante de la forma en la que el gobernador nos habló esta mañana.  Es posible que ya no queden valientes en Asante? No lo puedo creer. No puede ser! Tengo que decir esto: si los hombres de Asante, no hacen frente, entonces lo haremos nosotras . Nosotras, las mujeres. Llamaré a mis compañeras mujeres. Lucharemos! Lucharemos hasta que la última de nosotras caiga en la batalla"
Con este discurso, ella asumió el liderazgo de la Revuelta de Asante de 1900, siendo apoyada por algunos nobles de Asante.

## La rebelión y sus consecuencias
La Guerra del Taburete Dorado, conocida también como la Guerra de Yaa Asantewaa, comenzó el 2 de abril de 1900 después de que las tropas rebeldes asante establecidas en Bare en preparación para la guerra abriesen fuego contra el contingente que el gobernador Hodgson había enviado en busca del Taburete Dorado. Dos días tras este hecho, Yaa Asantewaa se encontraba con sus tropas en Aberecom, pequeño pueblo cerca de Kumasi.
El 24 de abril, tras el fracaso de las primeras negociaciones de paz, las tropas asante establecidas en poblaciones cercanas a Kumasi invadieron la ciudad, comenzando pocos días después uno de los aspectos más destacados durante el conflicto: el sitio al Fuerte de Kumasi. Esta acción obligaría al gobernador Hodgson (entre otros) a abandonar el Fuerte en favor de Cape Coast, donde llegarían el 10 de julio. El coronel Willcocks, Comandante de la Campaña Asante, pondría fin al asedio el 15 de julio.
Durante los meses de julio y agosto los británicos pasarían a la ofensiva con el objetivo de acabar rápida y definitivamente con el levantamiento asante. Nuevas negociaciones comenzarían el 8 de agosto, fracasando y reanudándose las hostilidades seis días después.
El 23 de agosto un nuevo ataque británico en Gyaakye lograría acabar con un gran número de soldados asante, entre los que se encontraba el contingente personal de Yaa Asantewaa. Este ataque fue correspondido por los asante, acabando con una unidad compuesta por 3.000 británicos/aliados británicos en Boankra. 
El 29 de agosto tendría lugar la Batalla de Edweso, segundo hecho más destacado del conflicto y que había sido planeado con la intención de capturar a Yaa Asantewaa (quien supuestamente se encontraba en la ciudad). Si bien Yaa Asantewaa consiguió huir a Ofinsu para continuar la lucha, un gran número de líderes militares y jefes asante presentaron su rendición.
Incluso tras una serie de derrotas por parte de los asante que conllevaron la rendición de muchos de sus líderes y jefes, Yaa Asantewaa y varios de sus capitanes se negaron a rendirse, formando un nuevo ejército y estableciéndose en Odessa. Allí tendría lugar una nueva batalla, considerada el enfrentamiento final y definitivo de la guerra tras una clara victoria británica. Willcocks emitiría entonces un comunicado perdonando la vida a todo aquel rebelde que se entregase y una recompensa a quien ayudase a capturar a los huidos. Aun en esa situación, Yaa Asantewaa se negaría a rendirse.
A finales de año prácticamente todos los líderes asante rebeldes habían sido detenidos, si bien los británicos deberían esperar al 3 de marzo para realizar la detención de Yaa Asantewaa en Kumasi. Según los testimonios, se habría entregado voluntariamente con tal de salvar a su hija y a sus nietos, capturados y retenidos por los británicos como rehenes.
Poco después, Yaa Asantewaa y 15 de sus consejeros más cercanos serían llevados a las Seychelles, poniendo el punto final a la última guerra anglo-asante. El 1 de enero de 1902, los británicos fueron finalmente capaces de lograr lo que el ejército Asante les había impedido durante casi un siglo: establecer el territorio al que denominaban Costa de Oro como protectorado de la Corona británica.
Yaa Asantewaa murió exiliada en Seychelles el 17 de octubre de 1921. Tres años después de su muerte, el 27 de diciembre de 1924, a Prempeh I y los otros miembros restantes de la corte exiliada de Asante se les permitió regresar a Asante. Prempeh se aseguró de que los restos de Yaa Asantewaa y los otros Asantes exiliados fueran devueltos para un verdadero entierro real. El sueño de Yaa Asantewaa para un Asante libre del dominio británico se realizó el 6 de marzo de 1957, cuando el protectorado de Asante ganó la independencia como parte de Ghana, la primera nación africana en el África subsahariana que lo consiguió.

## Papel de Yaa Asantewaa durante la guerra
Existen tres opiniones acerca de cual fue realmente el papel de Yaa Asantewaa durante la guerra:
Por una parte, se defiende que Yaa Asantewaa no participó activamente en el conflicto en ningún momento y que permaneció en Edweso durante toda su duración. Así, su contribución a la resistencia fue únicamente como instigadora.
Por otra parte, algunos opinan que sí participó activamente en la lucha.
Por último, algunos apoyan la teoría de que no participó directamente en el conflicto, pero que sí visitaba los campos de batalla para dar órdenes y animar a sus tropas.
Una investigación profunda sobre la guerra y el papel de Yaa Asantewaa en ella la identificó como líder, comandante en jefe del ejército asante, negociadora y portavoz del bando asante, además de afirmar que habría sido ella quien habría estimulado la resistencia a través de discursos y desafíos.

## Reconocimiento a su figura
Es reconocida como uno de los modelos feministas más celebrados en toda África, no solo debido únicamente a su papel durante la guerra, sino también a sus ideas respecto a la relación entre hombres y mujeres. Enseñó a las mujeres de su comunidad a plantarse frente a cualquier abuso perpetrado por un hombre, si bien siempre las empujó a ser obedientes a sus maridos y a alcanzar el estado de virtud en sus hogares.
Por otra parte, también es reconocida en Ghana y los lugares que ha alcanzado su diáspora a causa de su liderazgo y patriotismo, así como su rol inspirador en la rebelión frente al colonialismo británico. Dicho reconocimiento implicó una mejora en la posición de las mujeres en general y de las reinas en particular en el Reino Asante y en la cosmovisión ghanesa.

## Funciones sociales de las mujeres Asante
La confrontación de una mujer, que actuaba como jefe político y militar de un imperio, era ajena a las tropas coloniales británicas en África del siglo XIX. El llamado de Yaa Asantewaa a las mujeres del Imperio Asante se basa en las obligaciones políticas de las mujeres Akan y sus respectivos roles en los procesos legislativos y judiciales. La jerarquía de los taburetes masculinos entre el pueblo akan fue complementada por su contraparte femenina. Dentro del pueblo, las ancianas conocidas como mpanyimfo, jefes de los matrilinajes, constituían el consejo de aldea conocido como el ôdekuro. Estas mujeres nombraban a una ôbaa panyin, para cuidar los asuntos de la mujer. Para cada ôdekuro, una ôbaa panyin actuaba como responsable de los asuntos de las mujeres de la aldea y servía como miembro del consejo de la aldea.
La cabeza de una división, el ôhene, y la cabeza de la comunidad política autónoma, el ômanhene, tenía su par femenino nombrado como el ôhemaa: una gobernante femenina que se sentaba en sus consejos. El ôhemaa y ôhene era todo del mismo mogya, sangre o matrilineal. El ocupante del taburete femenino en el estado Kumasi, el Asantehemaa era un miembro del Consejo Kôtôkô, el Comité Ejecutivo o Gabinete del Asanteman Nhyiamu, Asamblea General de gobernantes de Asante . Las ocupantes de taburete femenino participaron en los procesos judiciales y legislativos, la guerra y la distribución de tierra.

## Sitio en la historia y legado cultural
Yaa Asantewaa permanece como una figura muy querida en la historia Asante y en la historia de Ghana por su papel al enfrentarse al colonialismo británico. Fue inmortalizada en esta canción:

Koo koo hin koo
Yaa Asantewaa ee!
Obaa basia
Ogyina apremo ano ee!
Waye Ser egyae
Na Wabo mmode
("Yaa Asantewaa
La mujer que lucha antes que los cañones
Ha conseguido grandes cosas
Ha hecho bien")

Para destacar la importancia de crear más dirigentes femeninas en la sociedad en Ghana, la escuela secundaria femenina Yaa Asantewaa se estableció en Kumasi en 1960 con el fondo Ghana Confianza Educativa.
En 2000, se realizaron una semana de celebraciones para conmemorar y reconocer el centenario de los logros de Yaa Asantewaa. Como parte de estas celebraciones, se le dedicó a ella un museo en Kwaso en el Ejisu-Juaben. Desafortunadamente, un fuego que se produjo el 23 de julio de 2004 destruyó varios elementos históricos, incluyendo sus sándalias y un vestido de batalla (batakarikese) que aparece en la fotografía. La Reina Madre actual de Ejisu es Yaa Asantewaa II. Un segundo festival de Yaa Asantewaa se celebró del 1 al 5 de agosto de 2006, en Ejisu.
El Centro de Yaa Asantewaa en Maida Valle, en el oeste de Londres, es un centro de arte Afro-caribeño y centro comunitario. Tomó su nombre en 1986.
Un documental televisivo por Ivor Agyeman-Duah titulado Yaa Asantewaa - El Exilio de King Prempeh y la Heroicidad de Una Reina africana fue premiado en Ghana en 2001.
Un espectáculo escrito por Margaret Busby, Yaa Asantewaa: la Reina Guerrera, dirigido por Geraldine Connor y el maestro del tambor Kofi Ghanaba, con un elenco africano, visitó el Reino Unido y Ghana en 2001–02. Una obra radiofónica por la misma autora fue también emitida por radio del 13–17 de octubre de 2003, Radio de BBC Cuatro La hora de la mujer.
Mills Media presentó en 2019 su proyecto, "Heroes of the Past", orientado a presentar al mundo a importantes personajes ghaneses que han contribuido a la historia ghanesa de una manera moderna y emocionante. El primer cómic y videojuego de la saga trataría la figura de Yaa Asantewaa: "Asantewaa-Battle For The Golden Stool". En julio de 2022 la misma productora anunció el desarrollo de una serie animada con Yaa Asantewaa como protagonista.